# Georges Ier Terter
Pour les articles homonymes, voir Georges Ier.
Georges Ier Terter (bulgare : Георги Тертер I), né à une date inconnue et mort en 1308 ou 1309, est tsar des Bulgares de 1280 à 1292, le premier de la dynastie Terter (en). Allié et beau-frère d'Ivan Asen III, il s'empare du pouvoir à la fuite de ce dernier et s'allie aux rois Stefan Dragutin et Charles Ier d'Anjou contre l'Empire byzantin mais, dès 1282, l'arrivée en territoire bulgare de la horde mongole du khan Nogaï met fin à ses plans. Georges Ier finit par fuir son pays après, semble-t-il, une nouvelle attaque mongole et se réfugie en territoire byzantin.
En 1301, son fils Théodore Svetoslav le fait revenir en Bulgarie mais ne l'associe pas au pouvoir, se contenant de lui assurer un train de vie confortable jusqu'à sa mort.

## Biographie
Georges Terter était un boyard bulgare issu d’une famille d’origine coumane implantée dans le pays. Il est élu tsar à la fin de 1280 par ses pairs qui refusent de reconnaître le roi Ivan Asen III son beau-frère qui était imposé par l’empereur Michel VIII Paléologue. Le nouveau tsar adopte une politique anti-byzantine et soutient Charles d’Anjou dans son offensive contre l’empire byzantin. 
Mais lorsque son allié, qui rencontre de graves difficultés en Italie, se retire des Balkans, le roi de Bulgarie doit dans un premier temps, pour assurer la paix avec les Serbes, céder le nord de la Macédoine et donner sa fille aînée comme épouse au roi Stefan Uroš II Milutin. En 1284 il signe un traité de paix avec Constantinople, ce qui permet le retour de son fils Théodore Svetoslav qui était retenu comme otage.
L’année suivante, la Bulgarie doit faire face à un retour offensif des Mongols, qui envahissent de nouveau le pays. Georges Ier Terter doit se reconnaître leur vassal, donner sa seconde fille comme épouse au fils de Nogaï et envoyer son fils Théodore Svetoslav comme otage, cette fois ci à la cour du Khan. L’impuissance de Georges Terter provoque le démembrement du pays car plusieurs boyards se proclament indépendants. 
En 1291, lors d’une nouvelle attaque des mongols, le roi Georges Ier, qui avait en fait perdu le contrôle de son pays, se réfugie à Constantinople. Par peur des Mongols les grecs l’emprisonnent. Vers 1300, il sera échangé contre des nobles byzantins captifs de son fils Théodore Svetoslav.
On ignore la date de son décès.

## Famille et descendance
Georges Ier Terter avait épousé Keramarija, une fille du roi Mitzo Asên. Toutefois ses trois enfants sont nés d'une autre épouse inconnue.
- Elena, épouse de Stefan Uroš II Milutin
- Ne, épouse de Tzaka fils du Khan Nogaï
- Théodore Svetoslav, tsar de Bulgarie

## Sources
- Dimitrina Aslanian  Histoire de la Bulgarie, de l'antiquité à nos jours.  Trimontium, 2004  (ISBN 2951994613).